# Steve Shutt
Stephen John Shutt, född 1 juli 1952 i Toronto i Ontario, är en kanadensisk före detta professionell ishockeyspelare. Shutt spelade för Montreal Canadiens och Los Angeles Kings i NHL åren 1972–1985. Med Canadiens vann Shutt fem Stanley Cup-titlar åren 1975–1979.
Säsongen 1976–77 placerades Shutt i en kedja tillsammans med högerforwarden Guy Lafleur och centern Jacques Lemaire. Shutt gjorde 60 mål under säsongen vilket var flest av alla spelare i ligan samt även nytt rekord för en vänsterforward. Montreal Canadiens vann ligan överlägset efter att ha spelat ihop 132 poäng, 20 fler än andraplacerade Philadelphia Flyers. Samma säsong vann Canadiens även Stanley Cup efter att ha finalbesegrat Boston Bruins i fyra raka matcher.
1993 valdes Shutt in i Hockey Hall of Fame.

## Statistik

### Klubbkarriär
| 1969–70    | Toronto Marlboros     | OHA        | 49  | 11  | 14  | 25  | 93  | —  | —  | —  | —  | —  |
| 1970–71    | Toronto Marlboros     | OHA        | 62  | 70  | 53  | 123 | 85  | —  | —  | —  | —  | —  |
| 1971–72    | Toronto Marlboros     | OHA        | 58  | 63  | 49  | 112 | 60  | —  | —  | —  | —  | —  |
| 1972–73    | Nova Scotia Voyageurs | AHL        | 6   | 4   | 1   | 5   | 2   | —  | —  | —  | —  | —  |
| 1972–73    | Montreal Canadiens    | NHL        | 50  | 8   | 8   | 16  | 24  | 1  | 0  | 0  | 0  | 0  |
| 1973–74    | Montreal Canadiens    | NHL        | 70  | 15  | 20  | 35  | 17  | 6  | 5  | 3  | 8  | 9  |
| 1974–75    | Montreal Canadiens    | NHL        | 77  | 30  | 35  | 65  | 40  | 9  | 1  | 6  | 7  | 4  |
| 1975–76    | Montreal Canadiens    | NHL        | 80  | 45  | 34  | 79  | 47  | 13 | 7  | 8  | 15 | 2  |
| 1976–77    | Montreal Canadiens    | NHL        | 80  | 60  | 45  | 105 | 28  | 14 | 8  | 10 | 18 | 2  |
| 1977–78    | Montreal Canadiens    | NHL        | 80  | 49  | 37  | 86  | 24  | 15 | 9  | 8  | 17 | 20 |
| 1978–79    | Montreal Canadiens    | NHL        | 72  | 37  | 40  | 77  | 31  | 11 | 4  | 7  | 11 | 6  |
| 1979–80    | Montreal Canadiens    | NHL        | 77  | 47  | 42  | 89  | 34  | 10 | 6  | 3  | 9  | 6  |
| 1980–81    | Montreal Canadiens    | NHL        | 77  | 35  | 38  | 73  | 51  | 3  | 2  | 1  | 3  | 4  |
| 1981–82    | Montreal Canadiens    | NHL        | 78  | 31  | 24  | 55  | 40  | —  | —  | —  | —  | —  |
| 1982–83    | Montreal Canadiens    | NHL        | 78  | 35  | 22  | 57  | 26  | 3  | 1  | 0  | 1  | 0  |
| 1983–84    | Montreal Canadiens    | NHL        | 63  | 14  | 23  | 37  | 29  | 11 | 7  | 2  | 9  | 8  |
| 1984–85    | Montreal Canadiens    | NHL        | 10  | 2   | 0   | 2   | 9   | —  | —  | —  | —  | —  |
|            | Los Angeles Kings     | NHL        | 59  | 16  | 25  | 41  | 10  | 3  | 0  | 0  | 0  | 4  |
| NHL totalt | NHL totalt            | NHL totalt | 930 | 424 | 393 | 817 | 410 | 99 | 50 | 48 | 98 | 65 |

## Meriter
- Stanley Cup – 1972–73, 1975–76, 1976–77, 1977–78 och 1978–79
- NHL First All-Star Team – 1976–77
- NHL Second All-Star Team – 1977–78 och 1979–80
- Vinnare av NHL:s målliga – 1976–77, 60 mål